# ABS Computer Orb
ABS Computer ORB (ORB) је професионални рачунар фирме ABS Computer који је почео да се производи у Уједињеном Краљевству почетком 1980—их година.
Користио је Intel 8086 / 80186 микропроцесорску јединицу а RAM меморија рачунара је имала капацитет од 256 KB, прошириво до 1 MB. 
Као оперативни систем кориштена је мулти-корисничка верзија CP/M.

## Детаљни подаци
Детаљнији подаци о рачунару ORB су дати у табели испод.
|                       |                            |
| [ 1 ]                 |                            |
| Произвођач            |                            |
| Тип                   | професионални рачунар      |
| Меморија              | 256 KB, прошириво до 1 MB  |
| Поријекло             | Уједињено Краљевство       |
| Година                | (?)                        |
| Тастатура             | непознато                  |
| Процесор              |                            |
| Фреквенција процесора | непознато                  |
| RAM                   | 256 KB, прошириво до 1 MB  |
| ROM                   | 16 EPROM + 16K Nv RAM      |
| Текст                 | 80 x 24                    |
| Графика               | Нема                       |
| Боја                  | једна боја (зелено и црно) |
| Звук                  | непознато                  |
| Димензије             | непознато                  |
| Портови               |                            |
| Оперативни систем     | мулти-корисничка верзија   |